# Trapiá (distrito de Santa Quitéria)
Trapiá é um distrito do município de Santa Quitéria, no estado do Ceará.
Seus limites situam-se entre o riacho dos Macacos e o rio Acaraú, em cujo leito está situado o açude Araras.
Entre 1963, Trapiá foi emancipado como o município de Otávio Lobo, embora não tenha sido instalado. No mesmo ano, foram emancipados os distritos de Malhada Grande e Catunda.
Pouco após o golpe de 1964, entretanto, a emancipação dos três distritos foi revogada, e as localidades incorporadas novamente ao município de Santa Quitéria na condição de distritos.
Segundo o IBGE, a estimativa para o distrito em 2017 era de 4.245 habitantes.